# Музыка Швеции
Музыка Швеции (швед. Svensk musik) — национальная музыкальная культура Швеции.

## История
Первого расцвета шведская классическая музыка достигла в творчестве шведского композитора позднего барокко, первого крупного композитора в истории Швеции Юхана Хельмика Румана, обучавшегося в Лондоне, в том числе у Генделя.
В эпоху романтизма шведские композиторы в своих сочинениях уделяли внимание заимствованию из шведских народных мотивов, что способствовало формированию национальной музыки. Этот период характеризуется также расцветом духовной, церковной и органной музыки.
Среди шведских композиторов следует отметить Карла Микаэля Бельмана, Франца Бервальда, Отто Линдблада, Вильгельма Петерсон-Бергера, Вильгельма Стенхаммара, Хуго Альвена, Аллана Петтерссона, а также композиторов-органистов — Отто Ульсона и Эльфрида Андрее.
Большой вклад в национальную музыкальную культуру внесли Хильдинг Русенберг, Свен-Эрик Бек, Ингрид Лидхольм, а также Карл-Биргер Блумдаль.
Заслуженным авторитетом пользуется в стране симфонический оркестр шведского радио и оркестр Стокгольмской филармонии.
Основанная в 1773 году Шведская королевская опера считается одной из самых лучших в Европе. Среди известных шведских оперных певцов Эйнар Андерсон, Биргит Нильсон, Юсси Бьёрлинг, Малена Эрнман, Катарина Карнеус.

## Метал
Швеция — родина многих направлений металлической музыки. Здесь появились основатели или ключевые представители мелодичного дэт-метала (At the Gates) и модерн дэт-метала (In Flames), дум-метала (Candlemass), симфонического метала (Therion), блэк-метала, пейган-метала и викинг-метала (Bathory). Гитарист-новатор Ингви Мальмстин — один из основоположников неоклассического метала в Швеции.
Среди других популярных метал-групп — Amon Amarth, Arch Enemy, Avatar, Corroded, Dark Funeral, Dark Tranquillity, Draconian, Evergrey, Ghost, Hypocrisy, Deathstars, HammerFall, The Haunted, Tungsten, Katatonia, Lake of Tears, Marduk, Meshuggah, Naglfar, Opeth, Pain, Raubtier, Sabaton, Scar Symmetry, Soilwork, Tiamat, Vintersorg.

## Поп-музыка
Всемирное признание получили шведские поп-коллективы и исполнители: Roxette, Доктор Албан, ABBA, Ace of Base, E.M.D., Europe, E-Type, Army of Lovers, The Cardigans, Covenant, Vacuum, Rednex, Secret Service, September, Danny Saucedo, Yaki-Da, певец Йохан Ренк aka Stakka Bo, Bosson, Джей-Джей Йохансон, Basshunter, Arash, Ардис, Эмилия Ридберг.
Шведские музыкальные группы, делающие меньший акцент на популярную музыку, также стали довольно известными в мире. К ним можно отнести Тима Скёльда, The Ark, The Hives, Mando Diao, Sugarplum Fairy, The Sounds, Refused, Millencolin, Antiloop, The (International) Noise Conspiracy, Sahara Hotnights, The Hellacopters, The Soundtrack of Our Lives, Kent, Infinite Mass, Timbuktu, Icona Pop, Looptroop и Airbase.
Шведский продюсер Макс Мартин — автор многих всемирно известных хитов эстрады США, обладатель премии «Грэмми», воспитанник другого известного шведского поп-продюсера Denniz PoP.

## Прогрессив, фолк, хаус
Среди «Progressive rock» групп наиболее известны The Flower Kings, Kaipa и Pain of Salvation. В 1960-х годах в Швеции были чрезвычайно популярны группы Hootenanny Singers и Hep Stars.
В стиле скандинавского фолк-рока в 1990-е играли группы Garmarna и Hedningarna. Также всемирно известна группа a cappella The Real Group.
В настоящее время в электронной танцевальной музыке популярны DJ и продюсеры, работающие в стиле house и которых называют «Swedish House Mafia»: Axwell, Steve Angello и Sebastian Ingrosso. Весьма популярна музыка шведского хаус-продюсера Avicii.

## Музыкальные фестивали
Самые известные фестивали в Швеции: Arvikafestivalen, Falun Folkmusik Festival, Göteborgs Jazz Festival, Metaltown, Musik vid Siljan, Peace & Love, Pier Pressure, Stockholm Pride, Storsjöyran, Sweden Rock Festival, Way out West, West Coast Riot , Melodifestivalen. 